# CDCA5
CDCA5 (англ. Cell division cycle associated 5) – білок, який кодується однойменним геном, розташованим у людей на короткому плечі 11-ї хромосоми. Довжина поліпептидного ланцюга білка становить 252 амінокислот, а молекулярна маса — 27 601.
| 10         |  | 20         |  | 30         |  | 40         |  | 50         |
| ---------- |  | ---------- |  | ---------- |  | ---------- |  | ---------- |
| MSGRRTRSGG |  | AAQRSGPRAP |  | SPTKPLRRSQ |  | RKSGSELPSI |  | LPEIWPKTPS |
| AAAVRKPIVL |  | KRIVAHAVEV |  | PAVQSPRRSP |  | RISFFLEKEN |  | EPPGRELTKE |
| DLFKTHSVPA |  | TPTSTPVPNP |  | EAESSSKEGE |  | LDARDLEMSK |  | KVRRSYSRLE |
| TLGSASTSTP |  | GRRSCFGFEG |  | LLGAEDLSGV |  | SPVVCSKLTE |  | VPRVCAKPWA |
| PDMTLPGISP |  | PPEKQKRKKK |  | KMPEILKTEL |  | DEWAAAMNAE |  | FEAAEQFDLL |
| VE         |  |            |  |            |  |            |  |            |

A: Аланін

C: Цистеїн

D: Аспарагінова кислота

E: Глутамінова кислота

F: Фенілаланін

G: Гліцин

H: Гістидин

I: Ізолейцин

K: Лізин

L: Лейцин

M: Метіонін

N: Аспарагін

P: Пролін

Q: Глутамін

R: Аргінін

S: Серин

T: Треонін

V: Валін

W: Триптофан

Кодований геном білок за функцією належить до фосфопротеїнів. 
Задіяний у таких біологічних процесах, як клітинний цикл, поділ клітини, мітоз. 
Локалізований у цитоплазмі, ядрі, хромосомах.